# SMS Blücher
L'SMS Blücher era un incrociatore corazzato tedesco, sviluppato nel primo decennio del Novecento, unica unità della sua classe.
La nave era dotata di un potente apparato motore, e armata con una batteria praticamente monocalibro. Visto che gli incrociatori da battaglia inglesi avevano cannoni da 305, al Blücher non vi furono successori in Germania, che passò all'incrociatore da battaglia, il cui primo rappresentante fu la SMS Von der Tann; il Blücher venne affondato nella battaglia di Dogger Bank (1915) proprio da incrociatori da battaglia inglesi. La nave fu anche l'ultima dotata di macchine a triplice espansione prima dell'uso delle turbine a vapore, ma non l'ultimo incrociatore corazzato, visto che la classe San Giorgio italiana fu varata a dicembre 1908.

## Il progetto
L'entrata in scena dell'incrociatore da battaglia, voluto dall'ammiraglio Fisher, fece sì che i tedeschi iniziassero la costruzione del Blücher. Grazie al controspionaggio risultò assai agevole far loro credere che i nuovi Invincible erano navi da 16.000 ton. con 8 cannoni da 233 mm, mentre in realtà erano da 17.230t, e non senza ragione, in quanto armate di 8 pezzi da 305 mm. I tedeschi, sulla base di quello che sapevano, realizzarono in fretta una nave che avrebbe potuto contrastarle con una certa facilità.
Il progetto, un ingrandimento della precedente classe Scharnhorst, verteva su di un grande e possente scafo, dall'alto bordo libero e con una prua leggermente avanti rispetto al ponte di castello, alto bordo libero, sovrastrutture basse, 3 fumaioli a centro nave, 2 alberi di cui il primo era il più grande, con struttura a traliccio e coffa di tiro. Le motrici a vapore, su 3 assi, sviluppavano la potenza di 44.000 hp, e questo dava alla nave una velocità di 24,5 n, superiore a quella di qualunque altro incrociatore corazzato dell'epoca. La corazzatura era molto spessa e molto estesa: con una cintura che correva lungo tutto lo scafo, più estesa e spessa 7" al centro nave, che si riduceva a 2,5" alle estremità, e 2 ponti corazzati di spessore variabile da 3" a 2".
L'armamento principale consisteva di 12 cannoni in torre binata 21 cm SK L/45, con 210 mm di calibro, un modello più avanzato delle armi precedenti pari calibro e installato solo sul Blucher. Sparava 5 colpi al minuto a un massimo di 19.000 metri, a causa dell'alzo limitato a 30 gradi (a 45 avrebbe raggiunto i 29.000). I proiettili, con un peso di 108 kg, erano sparati a ben 900 m/s di velocità iniziale e vi erano 85 colpi per arma nei depositi. Le torri erano ben 6, a diamante, perché le motrici impedivano di installarle lungo l'asse dell'unità e così, visto che non erano state concepite le torri sovrapposte, per ottenere una bordata di 8 cannoni fu necessario installarne 12, con una torre a prua, una a poppa, 2 per fianco. Ovviamente questo complicava il disegno generale della nave, e la disposizione dei depositi munizioni. Se fossero state adottate torri sovrapposte alle estremità sarebbe stato possibile ottenere lo stesso lavoro con sole 4 invece che 6 postazioni.
L'armamento secondario era costituito da 8 cannoni da 150 mm 15 cm SK L/45 (munizione 43 kg, cadenza 4-5c-min., gittata 13 km con alzo a 19 gradi) in casamatta, sui fianchi dell'unità, mentre un consistente armamento antisilurante era dato da 16 pezzi da 8,8 cm SK L/45 (88/35 mm), molto più potenti dei normali 75–76 mm. 'antisiluranti' (9 kg.x10 km.x15c/min.).
Infine la nave era dotata di 4 tubi lanciasiluri da 450 mm.

## La carriera
Sebbene tecnicamente riuscito, il Blücher rimase l'unico della sua tipologia quando gli inglesi si decisero a rivelare le vere caratteristiche delle loro nuove navi. A quel punto i tedeschi si rassegnarono a mettere mano ad un nuovo progetto, il Von der Tann, il loro primo incrociatore da battaglia, monocalibro (come sostanzialmente era anche il Blücher) e con motori a turbina, che lasciavano libero molto peso e spazio per ospitare armi più pesanti. Secondo un punto di vista tedesco, sostenuto dal dottor Bürkner, del Marine-Amt, il Blücher non era una replica alla classe Invincible (che in realtà fu la SMS Von der Tann) per il motivo che all'epoca della progettazione dell'incrociatore i tedeschi non sapevano ancora della decisione inglese di costruire la classe di incrociatori da battaglia, che venne resa nota nell'agosto 1906.
Il Blücher non mancò di essere sovrastimato anche dagli inglesi, allorché nel 1908 essi, tratti in inganno dal loro stesso modo di agire, attribuirono, tramite il prestigioso annuario Brassey, 4 torri binate e 2 singole da 280 mm, osservando per giunta che con una nave di tale dislocamento ci si poteva aspettare al massimo 8 cannoni di quel calibro.

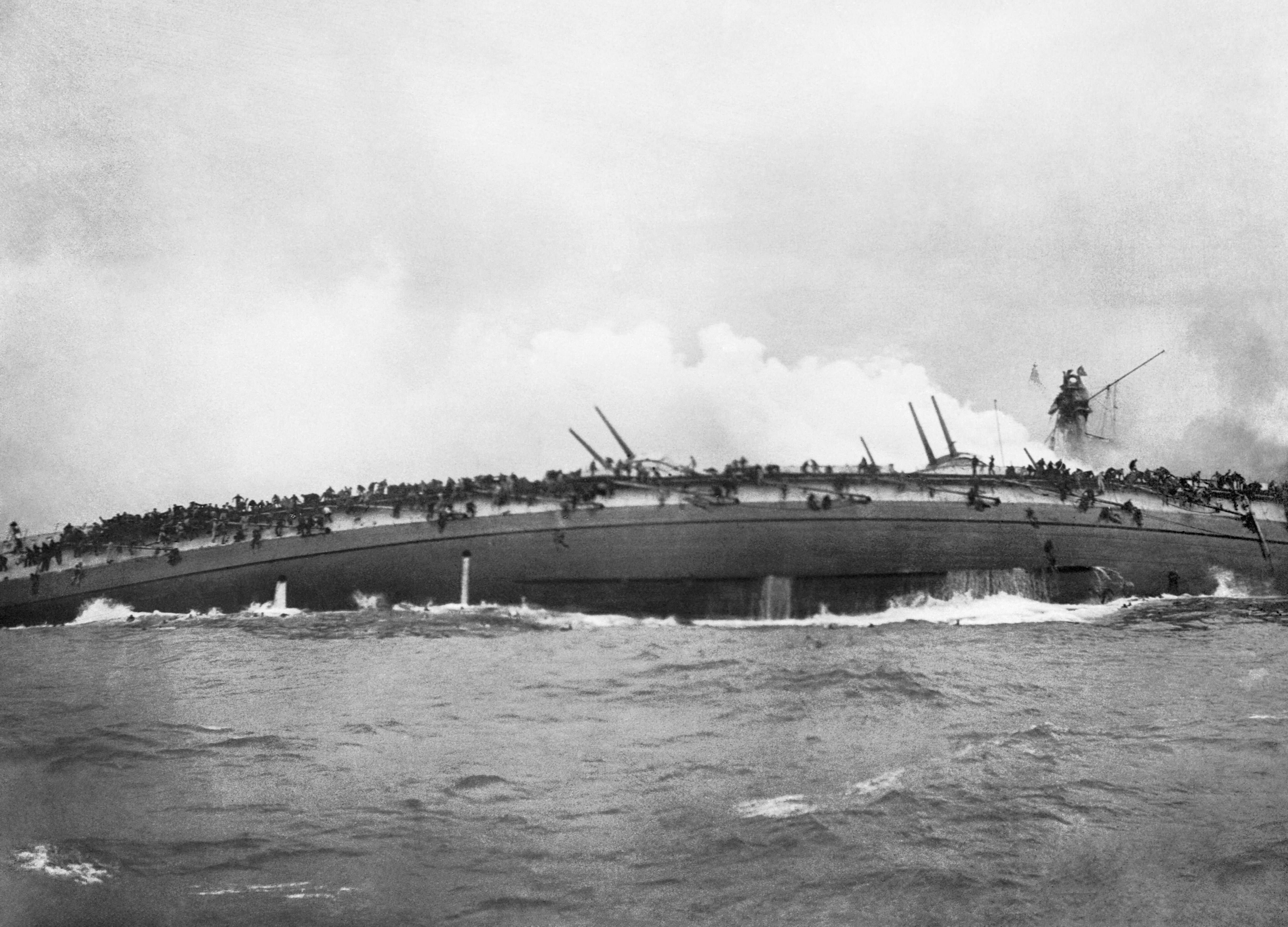
Il Blücher affonda a Dogger Bank dopo essere stato raggiunto dalla squadra britannica. La foto è presa dall'incrociatore HMS Arethusa.

Il Blücher era comunque a buon punto di realizzazione e venne completato, per poi essere aggregato alla squadra di incrociatori tedeschi. Dopotutto, era solo marginalmente più lento di essi, ma il vero problema era la mancanza di armi adatte ad affrontare le navi di linea nemiche. Nel 1913 fu la prima nave tedesca a venire dotata di albero tripode.
Durante l'azione del Dogger Bank nel gennaio 1915, il Blücher era in coda alla squadra degli incrociatori tedeschi in ritirata, e ne rallentava l'andatura. Gli inseguitori inglesi, gli incrociatori da battaglia dell'ammiraglio Beatty, aprirono il fuoco e il primo colpo andò a segno alle 09:09; Beatty aveva ordinato la velocità di 29 nodi, superiore anche ai 27 nodi ufficiali della classe Invincible, lasciando indietro le navi più lente, e quando iniziò lo scambio di colpi le loro munizioni trapassarono entrambi i ponti corazzati della nave tedesca, causando tali danni da immobilizzarla. La nave venne abbandonata dagli altri incrociatori tedeschi e raggiunta dalla forza inglese, anche grazie ad un errore di interpretazione dei segnali, venendo poi finita coi siluri dall'incrociatore inglese Arethusa e da alcuni cacciatorpediniere, ma riuscendo a danneggiare il caccia HMS Meteor.. Affondò poi, piegata sul fianco sinistro.